# ハリウッド・ナイトメア
『ハリウッド・ナイトメア』（原題: Tales from the Crypt）は、HBOにより1989年から1996年まで製作されたオムニバス・テレビドラマである。

## 概要
同様にオムニバスドラマである『トワイライトゾーン』や『世にも不思議なアメージング・ストーリー』に比べホラー色が強く、オチの過激なエピソードが多いのも特徴。また、人体切断などの残酷描写も多く、ほとんどのエピソードで死亡者が出る。原作はECコミックのアメコミ作「Tales from the Crypt」。
HBOで製作開始されてから全7シーズンが放送され、豪華なスターたち（ブラッド・ピット、ユアン・マクレガー、ベニチオ・デル・トロ、ダニエル・クレイグ、デミ・ムーア、トム・ハンクス、マイケル・J・フォックス、カーク・ダグラス、マーティン・シーン、アーノルド・シュワルツェネッガー、ジョー・ペシなど）がゲスト出演を果たした。またロバート・ゼメキスやウォルター・ヒルなど、劇場用映画の第一線で活躍する巨匠が監督したエピソードも少なくない。
原題は『テイルズ・フロム・ザ・クリプト』であるが、日本でのタイトルは『ハリウッド・ナイトメア』『ルシファー』『フィアーナイト』など統一されていない。日本国内ではビデオ、レーザーディスク、DVDで数エピソードを観ることが出来る。
オープニングに「クリプトキーパー」と呼ばれる地下室（クリプト）の主人が毎回登場してストーリーテラーを務め、一話完結の物語が始まるというスタイルである。クリプトキーパーの声は俳優のジョン・カッサーが担当している。テーマ音楽を手がけたのはダニー・エルフマンである。

## エピソード
| エピソード | 原題                             | サブタイトル                            | 監督                                      | 主演                             | 共演                             | 音楽                         | 備考                       |
| ---------- | -------------------------------- | --------------------------------------- | ----------------------------------------- | -------------------------------- | -------------------------------- | ---------------------------- | -------------------------- |
| 1          | The Man Who Was Death            | 電気イスは私の恋人                      | ウォルター・ヒル                          | ウィリアム・サドラー             |                                  | ライ・クーダー               | ウォルター・ヒル（脚本）   |
| 2          | And All Through the House        | 殺人ゲームはサンタと共に                | ロバート・ゼメキス                        | ラリー・ドレイク                 | マーシャル・ベル                 | アラン・シルヴェストリ       |                            |
| 3          | Dig That Cat... He's Real Gone   | 9回死んだ男                             | リチャード・ドナー                        | ジョー・パントリアーノ           | ロバート・ウール                 | ニコラス・パイク             |                            |
| 4          | Only Sin Deep                    | 美ははかなく                            | ハワード・ドゥイッチ                      | リー・トンプソン                 |                                  | ジェイ・ファーガソン         |                            |
| 5          | Lover Come Hack to Me            | 新婚旅行にご用心                        | トム・ホランド                            | アマンダ・プラマー               |                                  | ジョー・レンゼッティ         |                            |
| 6          | Collection Completed             | 完成されたコレクション                  | メアリー・ランバート                      | M・エメット・ウォルシュ          |                                  | ニコラス・パイク             |                            |
| 2-1        | Dead Right                       | 占い通り                                | ハワード・ドゥイッチ                      | デミ・ムーア                     | ジェフリー・タンバー             | ジェイ・ファーガソン         |                            |
| 2-2        | The Switch                       | スイッチ                                | アーノルド・シュワルツェネッガー          | ウィリアム・ヒッキー             | アーノルド・シュワルツェネッガー | ジェイ・ファーガソン         |                            |
| 2-3        | Cutting Cards                    | カッティング・カード                    | ウォルター・ヒル                          | ランス・ヘンリクセン             | ケヴィン・タイ                   | ジェームズ・ホーナー         | ウォルター・ヒル（脚本）   |
| 2-4        | 'Til Death                       |                                         | クリス・ウェイラス                        | D・H・モフェット                 |                                  | ニコラス・パイク             |                            |
| 2-5        | Three's a Crowd                  |                                         | デヴィッド・バートン・モリス              | ダンテ・ディアンドレ             |                                  | ヤン・ハマー                 |                            |
| 2-6        | The Thing from the Grave         |                                         | フレッド・デッカー                        | ミゲル・フェラー                 | テリー・ハッチャー               | デヴィッド・ニューマン       |                            |
| 2-7        | The Sacrifice                    |                                         | リチャード・グリーンバーグ                | マイケル・アイアンサイド         |                                  | ジョナサン・エリアス         |                            |
| 2-8        | For Cryin' Out Loud              |                                         | ジェフリー・プライス                      | リー・アレンバーグ               | イギー・ポップ                   | マイケル・ルビーニ           |                            |
| 2-9        | Four-Sided Triangle              |                                         | トム・ホランド                            | パトリシア・アークェット         |                                  | スコット・ジョンソン         |                            |
| 2-10       | The Ventriloquist's Dummy        |                                         | リチャード・ドナー                        | ボブキャット・ゴールドスウェイト | ドン・リックルズ                 | マイルズ・グッドマン         | フランク・ダラボン（脚本） |
| 2-11       | Judy, You're Not Yourself Today  |                                         | ランダ・ヘインズ                          | キャロル・ケイン                 | フランセス・ベイ                 | マイケル・コンヴェルティーノ |                            |
| 2-12       | Fitting Punishment               |                                         | ジャック・ショルダー                      | ジョン・クレア                   |                                  | スタンリー・クラーク         |                            |
| 2-13       | Korman's Kalamity                |                                         | ロバート・ハリントン                      | ハリー・アンダーソン             | リチャード・シフ                 | デヴィッド・キティ           |                            |
| 2-14       | Lower Berth                      |                                         | ケヴィン・イエガー                        | ジェフ・イエガー                 |                                  | マイケル・コロンビア         |                            |
| 2-15       | Mute Witness to Murder           |                                         | Jim Simpson                               | パトリシア・クラークソン         |                                  | ヤン・ハマー                 |                            |
| 2-16       | Television Terror                |                                         | チャーリー・ピサーニ                      | モートン・ダウニー・Jr           |                                  | J・ピーター・ロビンソン      |                            |
| 2-17       | My Brother's Keeper              |                                         | ピーター・S・シーマン                     | ティモシー・スタック             |                                  | マイケル・ルビーニ           |                            |
| 2-18       | The Secret                       |                                         | J・マイケル・リヴァ                       | ラリー・ドレイク                 | グレイス・ザブリスキー           | デヴィッド・キティ           |                            |
| 3-1        | The Trap                         | 偽装殺人!自分に殺された男               | マイケル・J・フォックス                   | ブルーノ・カービー               | マイケル・J・フォックス          | ピーター・アレン             |                            |
| 3-2        | Loved to Death                   | 愛憎遊戯 地獄の底まで愛してる           | トム・マンキーウィッツ                    | アンドリュー・マッカーシー       | マリエル・ヘミングウェイ         | ジミー・ウェブ               |                            |
| 3-3        | Carrion Death                    | 灼熱地獄!死神とランナウェイ             | スティーヴン・E・デ・スーザ               | カイル・マクラクラン             |                                  | ブルース・ブロートン         |                            |
| 3-4        | Abra Cadaver                     | 衝撃の無痛解剖！生きている死体          | スティーヴン・ホプキンス                  | ボー・ブリッジス                 | トニー・ゴールドウィン           | アラン・シルヴェストリ       |                            |
| 3-5        | Top Billing                      | 虐殺集団 ブロードウェイの悪夢           | トッド・ホランド                          | ジョン・ロヴィッツ               | ジョン・アスティン               | ジェイ・ファーガソン         |                            |
| 3-6        | Dead Wait                        | 秘宝伝説 ゾンビ島の黒真珠               | トビー・フーパー                          | ウーピー・ゴールドバーグ         | ジョン・リス＝デイヴィス         | デヴィッド・マンスフィールド |                            |
| 3-7        | The Reluctant Vampire            | 貧血寸前!愛と哀しみのバンパイア         | エリオット・シルヴァースタイン            | マルコム・マクダウェル           |                                  | クリフ・エイデルマン         |                            |
| 3-8        | Easel Kill Ya                    | 殺人画家 血染めの展覧会                 | ジョン・ハリソン                          | ティム・ロス                     | ウィリアム・アザートン           | J・ピーター・ロビンソン      |                            |
| 3-9        | Undertaking Palor                | 殺人鬼を撮れ!ビデオ・グーニーズの冒険   | マイケル・タウ                            | ジョン・グローヴァー             | キー・ホイ・クァン               | ブラッド・フィーデル         |                            |
| 3-10       | Mournin' Mess                    | ゾンビの罠 ディナーはお前だ!            | マニー・コト                              | ヴィンセント・スキャヴェリ       | リタ・ウィルソン                 | ニコラス・パイク             |                            |
| 3-11       | Split Second                     | 虐殺チェーン・ソー!禁じられた情事の報酬 | ラッセル・マルケイ                        | ミシェル・ジョンソン             | ブライオン・ジェームズ           |                              | ブライアン・メイ           |
| 3-12       | Deadline                         | 大逆転!最後のスクープ                   | ウォルター・ヒル                          | ジョン・ポリト                   |                                  | スティーヴ・バーテック       |                            |
| 3-13       | Spoiled                          |                                         | Andy Wolk                                 | アンソニー・ラパーリア           |                                  | クレイグ・サファン           |                            |
| 3-14       | Yellow                           | 臆病者                                  | ロバート・ゼメキス                        | カーク・ダグラス                 | ダン・エイクロイド               | アラン・シルヴェストリ       |                            |
| 4-1        | None But the Lonely Heart        | 永遠に愛して                            | トム・ハンクス                            | ヘンリー・ギブソン               | トム・ハンクス                   | ジェイ・ファーガソン         |                            |
| 4-2        | This'll Kill Ya                  | 死ぬのはおまえだ                        | Robert Lngo                               | ディラン・マクダーモット         |                                  | アイラ・ニューボーン         |                            |
| 4-3        | On a Dead Man's Chest            | マジック・タトゥー                      | ウィリアム・フリードキン                  | ティア・カレル                   |                                  | マイルズ・グッドマン         |                            |
| 4-4        | Seance                           | 死の降霊術                              | ゲイル・フレダー                          | ベン・クロス                     |                                  | ジミー・ウェブ               |                            |
| 4-5        | Beauty Rest                      | 内臓美人                                | スティーヴン・ホプキンス                  | ミミ・ロジャース                 |                                  | アラン・シルヴェストリ       |                            |
| 4-6        | What's Cookin'                   | 人肉レストラン                          | ギルバート・アドラー                      | クリストファー・リーヴ           | ミート・ローフ                   | マイルズ・グッドマン         |                            |
| 4-7        | The New Arrival                  | ポルターガイスト                        | ピーター・メダック                        | デビッド・ワーナー               | ゼルダ・ルビンスタイン           | マイケル・ケイメン           |                            |
| 4-8        | Showdown                         | 決闘                                    | リチャード・ドナー                        | デヴィッド・モース               |                                  | マイケル・ケイメン           | フランク・ダラボン (脚本)  |
| 4-9        | King of the Road                 | キング・オブ・ザ・ロード                | トム・ホランド                            | ブラッド・ピット                 | レイモンド・J・バリー            | マイルズ・グッドマン         |                            |
| 4-10       | Maniac at Large                  | 図書館の怪人                            | ジョン・フランケンハイマー                | アダム・アント                   |                                  | ビル・コンティ               |                            |
| 4-11       | Split Personality                | ツインズ〜血染めの花婿                  | ジョエル・シルバー                        | ジョー・ペシ                     | バート・ヤング                   | マイケル・ケイメン           |                            |
| 4-12       | Strung Along                     | パペット・マスター                      | ケヴィン・イエーガー                      | ドナルド・オコナー               | ザック・ギャリガン               | ジェイ・ファーガソン         |                            |
| 4-13       | Werewolf Concerto                | 狼人間狂想曲                            | スティーヴ・ペリー                        | ティモシー・ダルトン             |                                  | リック・マロッタ             |                            |
| 4-14       | Curiosity Killed                 | 若がえりの報酬                          | エリオット・シルヴァースタイン            | マーゴット・キダー               | ケヴィン・マッカーシー           | ウォルター・ウェルゾワ       |                            |
| 5-1        | Death of Some Salesmen           | セールスマンの死                        | ギルバート・アドラー                      | ティム・カリー                   |                                  | マイケル・ケイメン           |                            |
| 5-2        | As Ye Sow                        | ダーク・プロフェシー                    | カイル・マクラクラン                      | ミゲル・フェラー                 | サム・ウォーターストン           | ブランフォード・マルサリス   |                            |
| 5-3        | Forever Ambergris                | 欲望のカメラマン                        | ゲイリー・フレダー                        | ロジャー・ダルトリー             | スティーヴ・ブシェミ             | ジェイ・ファーガソン         |                            |
| 5-4        | Food for Thought                 | ねじれた愛の餌食                        | ロッドマン・フレンダー                    | ジョアン・チェン                 |                                  | シルヴェスタ・リヴェイ       |                            |
| 5-5        | People Who Live in Brass Hearses | よく冷えた霊柩車                        | ラッセル・マルケイ                        | ビル・パクストン                 | マイケル・ラーナー               | ブラッド・フィーデル         |                            |
| 5-6        | Two for the Show                 | ルシファー                              | ケヴィン・フックス                        | ヴィンセント・スパーノ           | デヴィッド・ペイマー             | ニコラス・パイク             |                            |
| 5-7        | House of Horror                  | ゴブリン                                | ボブ・ゲイル                              | ウィル・ウィートン               |                                  | アラン・シルヴェストリ       |                            |
| 5-8        | Well Cooked Hams                 | 呪われたトリック                        | エリオット・シルヴァースタイン            | マーティン・シーン               | ビリー・ゼイン                   | ウォルター・ウェルゾア       |                            |
| 5-9        | Creep Course                     | クリープ・コース                        | ジェフリー・ボーム                        | アンソニー・マイケル・ホール     | ジェフリー・ジョーンズ           | ジェイ・ファーガソン         |                            |
| 5-10       | Came the Dawn                    | デーモン                                | ウーリー・エデル                          | ブルック・シールズ               | クリストファー・フランキー       |                              |                            |
| 5-11       | Oil's Well That Ends Well        | 終わりよければ詐欺もよし                | ポール・アバスカル                        | ルー・ダイヤモンド・フィリップス | プリシラ・プレスリー             | フランク・ベッカー           |                            |
| 5-12       | Half-Way Horrible                | ゾンビ製造法                            | グレゴリー・ワイデン                      | クランシー・ブラウン             |                                  | ドナルド・マルコウィッツ     |                            |
| 5-13       | Till Death Do We Part            | トゥルー・ロマンティック                | W・ピーター・イリフ                       | ジョン・ステイモス               | ロバート・ピカード               | アラン・シルヴェストリ       |                            |
| 6-1        | Let the Punishment Fit the Crime |                                         | ラッセル・マルケイ                        | キャサリン・オハラ               | ピーター・マクニコル             | ヴラディミア・ホランツィ     |                            |
| 6-2        | Only Skin Deep                   |                                         | ウィリアム・マローン                      | シェリー・ローズ                 |                                  | ニコラス・パイク             |                            |
| 6-3        | Whirlpool                        |                                         | ミック・ギャリス                          | ブレイク・クラーク               |                                  | ニコラス・パイク             |                            |
| 6-4        | Operation Friendship             |                                         | ローランド・メサ                          | ミシェル・バーク                 | イーサン・サプリー               | ピーター・バーンスタイン     |                            |
| 6-5        | Revenge Is the Nuts              |                                         | ジョナス・マッコード                      | ジョン・サヴェージ               |                                  | アルリッチ・シン             |                            |
| 6-6        | The Bribe                        |                                         | ロマン・メンデス                          | ベニチオ・デル・トロ             |                                  | プレイ・フォー・レイン       |                            |
| 6-7        | The Pit                          |                                         | ジョン・ハリソン                          | マーク・ダカスコス               | ウェイン・ニュートン             | ケヴィン・フィルバート       |                            |
| 6-8        | The Assassin                     |                                         | Martin von Haselberg                      | コリー・フェルドマン             | ウィリアム・サドラー             | フランク・ベッカー           |                            |
| 6-9        | Staired in Horror                | 老婆の館                                | スティーヴン・ホプキンス                  | R・リー・アーメイ                |                                  | ジェイ・ファーガソン         |                            |
| 6-10       | In the Groove                    |                                         | ヴィンセント・スパーノ                    | ミゲル・フェラー                 | スラッシュ                       | グレッグ・デ・ベレス         |                            |
| 6-11       | Surprise Party                   |                                         | エリオット・シルヴァースタイン            | ジェイク・ビジー                 |                                  | ウォルター・ワルゾワ         |                            |
| 6-12       | Doctor of Horror                 |                                         | ラリー・ウィルソン                        | ハンク・アザリア                 |                                  | ジェイ・ファーガソン         |                            |
| 6-13       | Comes the Dawn                   |                                         | ジョン・ハーツフェルド                    | マイケル・アイアンサイド         | ヴィヴィアン・ウー               | フランク・ベッカー           |                            |
| 6-14       | 99 & 44/100 Pure Horror          |                                         | ロッドマン・フレンダー                    | ブルース・デイヴィソン           |                                  | レヴィ・アイザックス         |                            |
| 6-15       | You, Murderer                    | 罠に落ちたボギー                        | ロバート・ゼメキス                        | ジョン・リスゴー                 | イザベラ・ロッセリーニ           | アラン・シルヴェストリ       |                            |
| 7-1        | Fatal Caper                      |                                         | ボブ・ホスキンス                          | ボブ・ホスキンス                 | ナターシャ・リチャードソン       | ジェイ・ファーガソン         |                            |
| 7-2        | Last Respects                    |                                         | フレディ・フランシス                      | ジュリー・コックス               |                                  | フランク・ベッカー           |                            |
| 7-3        | A Slight Case of Murder          |                                         | ブライアン・ヘルゲランド                  | フランチェスカ・アニス           |                                  | クリス・ボードマン           |                            |
| 7-4        | Escape                           |                                         | Peter McDonald                            | マーティン・ケンプ               |                                  | ニコラス・パイク             |                            |
| 7-5        | Horror in the Night              | 恐怖の夜                                | ラッセル・マルケイ                        | エリザベス・マクガヴァン         |                                  | J・ピーター・ロビンソン      |                            |
| 7-6        | Cold War                         | ヴァンゲリア                            | ロビン・ベクスター アンドリュー・モラハン | ユアン・マクレガー               | ジェーン・ホロックス             | J・ピーター・ロビンソン      |                            |
| 7-7        | The Kidnapper                    |                                         | ロビン・ベクスター ジェームズ・スペンサー | スティーヴ・クーガン             |                                  | ジェイ・ファーガソン         |                            |
| 7-8        | Report from the Grave            |                                         | ウィリアム・マローン                      | ジョナサン・ファース             |                                  | フランク・ベッカー           |                            |
| 7-9        | Smoke Wrings                     |                                         | マンディ・フレッチャー                    | ダニエル・クレイグ               |                                  | テイラー・M・アーラー        |                            |
| 7-10       | About Face                       |                                         | トーマス・E・サンダース                   | イメルダ・スタウントン           | アンナ・フリエル                 | ヴラディミア・ホランツィ     |                            |
| 7-11       | Confession                       |                                         | ピーター・ヒューイット                    | エディ・イザード                 |                                  | ジュリアン・ノット           |                            |
| 7-12       | Ear Today... Gone Tomorrow       |                                         | クリストファー・ハート                    | リチャード・ジョンソン           |                                  | ジェイ・ファーガソン         |                            |
| 7-13       | The Third Pig                    |                                         | ビル・コップ パトリック・A・ベンチュラ    | ブラッド・ギャレット             | ボブキャット・ゴールドスウェイト | ネイサン・ワン               |                            |

## スタッフ
- 原題：Tales from the Crypt
- 製作総指揮：ロバート・ゼメキス、ウォルター・ヒル、リチャード・ドナー、ジョエル・シルバー、デヴィッド・ガイラー
- テーマ音楽：ダニー・エルフマン
- 製作国：アメリカ合衆国
- 言語：英語
- シーズン：1〜7

## ソフト化
日本ではかつてVHS、レーザーディスク、DVDが発売されたがタイトルは統一されておらず、様々なタイトルで出回っている。

### VHS
- ハリウッド・ナイトメア　1〜4巻
- 新ハリウッド・ナイトメア 1〜4巻
- フィアーナイト
- ミステリーズ・パーティ
- スクリーム
- ルシファー
- ヴァンゲリア
- ゴブリン
- ダーク・プロフェシー

### LD
- テイルズ・フロム・ザ・クリプト Vol.1〜Vol.4

### DVD
- ハリウッド・アドベンチャー

## 金曜ロードショーでの放送
1992年12月4日に金曜ロードショーにて「ハリウッドの悪夢/怪奇と幻想の招待状」と題して、シーズン1の1〜3話を2時間枠に編集・日本語吹き替え版を新規制作して放送された。

## 備考
地下室の主人であるクリプトキーパーは、映画『キャスパー』の劇中にほんの少しだがゲスト出演をしている。

## 映画
- デーモン・ナイト - 1995年（Demon Knight）
- ボーデロ・オブ・ブラッド/血まみれの売春宿 - 1996年（Bordello of Blood）
- デス・ヴィレッジ - 2001年（Ritual）

## スピンオフ作品
- クロニクル　倒錯科学研究所 1997年（Perversions of Science）